# Acoustic Hearts of Winter
Acoustic Hearts of Winter es el segundo álbum de estudio del dúo pop estadounidense Aly & AJ, publicado el 26 de septiembre de 2006 en Estados Unidos por la compañía Hollywood Records. El material fue concebido como un proyecto después de completar la edición de lujo de su álbum debut, Into the Rush (2005). Antonina Armato y Tim James produjeron todas las canciones, que son versiones de villancicos religiosos o clásicos contemporáneos, a excepción de dos canciones originales, compuestas por Aly & AJ con Armato y James. Musicalmente, tiene una sensación acústica impulsada por la guitarra y contiene influencias del pop en la música de Navidad.
Acoustic Hearts of Winter recibió reseñas generalmente positivas de los críticos musicales, quienes elogiaron el sonido y el contenido de las letras de las canciones originales. En cuanto a su recepción comercial, debutó en la posición 78 de la lista Billboard 200 y en la catorce de la Top Holiday Albums. Además, fue el segundo álbum navideño más exitoso de 2006 en Estados Unidos, con más de 110 000 copias vendidas. El único sencillo publicado, «Greatest Time of Year», se utilizó para promocionar la película The Santa Clause 3 y llegó al número 96 en la lista Billboard Hot 100. Aly & AJ promocionaron el álbum principalmente en el programa de televisión CD USA y en el Walt Disney World Christmas Day Parade de 2006. Un año después, Hollywood Records lo reeditó con tres versiones tradicionales como temas extras.

## Antecedentes
Durante el verano de 2006, después de concluir la producción y grabación de su álbum debut, Into the Rush (2005), Aly & AJ comenzaron a grabar su primer álbum de Navidad. Antonina Armato y Tim James, quienes trabajaron en el primer disco del dúo y con varios otros artistas relacionados con Disney, fueron nuevamente contratados como productores musicales y ejecutivos del disco. La grabación finalizó a finales del verano, con el fin de que fuese publicado para la temporada navideña. Según escribió Grace Norwich en su libro Amped Up: The Official Biography, «Aly & AJ parecían irónicas, ya que estaban preparando un álbum de Navidad durante los días más calurosos del año». Alyson Michalka le dijo a Saginaw News que Armato y James llenaron el estudio con decoraciones, galletas de Navidad y un árbol con regalos que se abriría después de que lo hicieran, para que pudiesen obtener un espíritu navideño apropiado para grabar el disco. Finalmente, la compañía discográfica Hollywood Records publicó Acoustic Hearts Winter el 26 de septiembre de 2006 en formato CD y digital.

## Composición
Acoustic Hearts of Winter se basa en la música de Navidad con influencias de pop, pop rock y teen pop. Antonina Armato y Tim James produjeron todas las canciones del disco, mientras que Aly & AJ, junto con los productores ejecutivos, adaptaron y arreglaron la mayoría de las canciones. Muchas de ellas incorporan instrumentaciones pesadas, como la guitarra, el violonchelo, la percusión, el bajo eléctrico y el piano. Se compone principalmente de versiones de villancicos de Navidad y clásicos contemporáneos navideños, e incluye dos números originales. «Joy to the World», «We Three Kings», «The First Noel», «God Rest Ye Merry Gentlemen» y «Silent Night» son villancicos tradicionales religiosos. También ofrece «Deck the Halls», así como «I'll Be Home for Christmas», «The Little Drummer Boy», interpretado originalmente por Harry Simeone, y «Let It Snow», cantado particularmente por Vaughan Monroe.
El álbum inicia con «Greatest Time of Year», el primero de los dos originales del álbum que fue compuesto por Aly & AJ, Armato y James. La segunda pista original y cierre, «Not This Year», es una reflexión sobre navidades del pasado y sobre cómo las actuales son distintas. Según el dúo, está dedicada a su abuela Carmen, que murió en la víspera de Navidad unos años anteriores. En la reedición de 2007, disponible exclusivamente en la tienda Target, incluyeron los tradicionales «We Wish You a Merry Christmas» y «Winter Wonderland» como pistas adicionales, además de «Rockin' Around the Christmas Tree», interpretada originalmente por Brenda Lee.

## Recepción

### Crítica
En términos generales, Acoustic Hearts of Winter recibió reseñas favorables de los críticos musicales. Matt Collar de Allmusic elogió las canciones clásicas de Navidad con un «estilo pop ligero y contemporáneo» y observó que las canciones originales de Aly & AJ se destacaban en el álbum. Logan Leasure, de Jesus Freak Hideout, calificó de forma positiva las voces «poderosas» de las cantantes en las pistas, pero destacó que villancicos como «The First Noel» y «Deck the Halls» eran un poco aburridos, debido a la sensación acústica del material. En general, Leasure dijo que «este álbum tiene su buena cuota de pistas sobresalientes que seguro satisfarán a cualquier seguidor de la música navideña moderna». Concretamente, señaló a «Little Drummer Boy» y el contenido lírico de «Not This Year». El periodista de Tampa Bay Times, Sean Daly, elogió las dos canciones originales del dúo y sostuvo que «se deshacen de la rutina tenue»; sin embargo, vio el resto del álbum como «plano y poco memorable». Por último, el sitio web Kidzworld notó que las canciones estaban bien ejecutadas, pero realmente no le daba vida al repertorio estándar de Navidad. No obstante, eligió a «I'll Be Home For Christmas» y «God Rest Ye Merry Gentlemen» como las «pistas ardientes» de Acoustic Hearts of Winter.

### Comercial
Acoustic Hearts of Winter debutó en la posición 78 de la lista oficial de álbumes de Estados Unidos, Billboard 200, donde permaneció siete semanas. En el Top Holiday Albums, ingresó en la semana del 25 de noviembre de 2006 en el puesto veinte y, una semana después, ascendió al catorce. Fue el segundo álbum navideño más vendido en la temporada de 2006, y para diciembre de 2007 había vendido más de 136 000 copias en Estados Unidos. Durante la temporada de Navidad de 2007 y 2008, el álbum volvió a entrar en la lista Top Holiday Albums en los puestos 45 y 28, respectivamente.

## Promoción
«Greatest Time of Year» se utilizó para promocionar la película de Disney The Santa Clause 3. El 21 de noviembre de 2006, Hollywood Records y Radio Disney publicaron la canción como el primer y único sencillo en iTunes, junto a una entrevista con el dúo en la cadena de radio. Su recepción crítica fue generalmente favorable: Logan Leasure de Jesus Freak Hideout sostuvo que «definitivamente es una canción para levantar vuestros espíritus navideños» y destacó su ritmo «alegre» y su melodía «pegadiza». En el aspecto comercial, apareció por primera vez en la lista Bubbling Under Hot 100 Singles en la posición veinticuatro. Tras haber ingresado en el número 67 de la lista Digital Songs, el sencillo debutó en el puesto 96 de la Billboard Hot 100. Además, ocupó la posición 72 en el conteo Pop 100. Dos videoclips fueron publicados de la canción: el primero, intercala escenas de la película, mientras que el segundo, dirigido por Declan Whitebloom, muestra a las hermanas interpretando el tema junto a una banda, vestidas con ropa de color blanca y mezcladas con escenas de las artistas cantándolo en lugares separados.
El dúo interpretó «Greatest Time of Year» en directo en el programa de televisión CD USA. Luego, la presentaron en el Walt Disney World Christmas Day Parade de 2006 y como acto de apertura en la gira de Miley Cyrus, Best of Both Worlds Tour (2007-08). También en 2007, el álbum se reeditó en formato de lujo a través de Target e incluyó versiones de la canción tradicional de Navidad, «We Wish You a Merry Christmas», así como de «Winter Wonderland» y «Rockin' Around the Christmas Tree». Sendas versiones de «Greatest Time of Year» también se incluyeron en los álbumes recopilatorios de Walt Disney Records, Disney Channel Holiday (2007) y All Wrapped Up (2008).

## Lista de canciones
| N.º | Título                                   | Escritor(es)                                          | Productor(es) | Duración |  |
| 1.  | «Greatest Time of Year»                  | Aly Michalka, AJ Michalka, Antonina Armato, Tim James | Armato, James | 3:41     |  |
| 2.  | «Joy to the World»                       | George Frideric Handel, Lowell Mason, Isaac Watts     | Armato, James | 2:52     |  |
| 3.  | «We Three Kings»                         | John Henry Hopkins, Jr.                               | Armato, James | 2:54     |  |
| 4.  | «The First Noel»                         | Tradicional                                           | Armato, James | 1:44     |  |
| 5.  | «God Rest Ye Merry Gentlemen»            | Tradicional                                           | Armato, James | 2:33     |  |
| 6.  | «Silent Night»                           | Josef Mohr, Franz Gruber                              | Armato, James | 3:05     |  |
| 7.  | «I'll Be Home for Christmas»             | Kim Gannon, Walter Kent, Buck Ram                     | Armato, James | 2:44     |  |
| 8.  | «Let It Snow! Let It Snow! Let It Snow!» | Sammy Cahn, Jule Styne                                | Armato, James | 2:08     |  |
| 9.  | «Deck the Halls»                         | Tradicional                                           | Armato, James | 1:54     |  |
| 10. | «Little Drummer Boy»                     | Katherine K. Davis, Henry Onorati, Harry Simeone      |               | 2:37     |  |
| 11. | «Not This Year»                          | Al. Michalka, A. Michalka, Armato, James              | Armato, James | 3:24     |  |

| Pistas adicionales de Target Corporation |                                     |                  |               |          |  |
| N.º                                      | Título                              | Escritor(es)     | Productor(es) | Duración |  |
| 12.                                      | «We Wish You a Merry Christmas»     | Tradicional      | Armato, James | 1:22     |  |
| 13.                                      | «Winter Wonderland»                 | Richard B. Smith | Armato, James | 2:43     |  |
| 14.                                      | «Rockin' Around the Christmas Tree» | Johnny Marks     | Armato, James | 2:05     |  |

## Posicionamiento en listas
| País (Lista 2006)                   | Mejor posición |
| ----------------------------------- | -------------- |
| Estados Unidos (Billboard 200)      | 78             |
| Estados Unidos (Top Holiday Albums) | 14             |

## Créditos y personal
- Aly Michalka: voz, composición, adaptación y arreglo
- AJ Michalka: voz, composición, adaptación y arreglo
- Antonina Armato: producción
- Tim James: producción
- Tim Pierce: guitarra
- Sean Hurley: bajo
- Dorian Crozier: batería
- Jamie Muhoberac: teclado
- Luis Conte: percusión
- Dean Parks: guitarra
- Cameron Stone: violonchelo
- Bob Zamitti: composición
- Kim Gannon: composición
- Walter Kent: composición
- Buck Ram: composición
- Bob Zamitti: vibraciones
- Katherine Davis: composición
- Henry Onorati: composición
- Harry Simeone: composición
- Gerry Cagle: productor ejecutivo
- Carrie Michalka: productor ejecutivo

Fuentes: notas de Acoustic Hearts of Winter y Allmusic.